# 馬里亞尼夫卡 (馬涅維奇區)
51°1′27″N 25°40′39″E / 51.02417°N 25.67750°E
馬爾亞尼夫卡（烏克蘭語：Мар'янівка），是烏克蘭西北部的村落，隸屬沃倫州的盧茨克區。該村面積5.85平方公里，海拔高度181米，2001年人口77，人口密度每平方公里13.16人。